# Municipio de Millstadt
El municipio de Millstadt (en inglés: Millstadt Township) es un municipio ubicado en el condado de St. Clair en el estado estadounidense de Illinois. En el año 2010 tenía una población de 6718 habitantes y una densidad poblacional de 54,34 personas por km².

## Geografía
Según la Oficina del Censo de los Estados Unidos, el municipio tiene una superficie total de 123.63 km², de la cual 120.92 km² corresponden a tierra firme y (2.19%) 2.71 km² es agua.

## Demografía
Según el censo de 2010, había 6718 personas residiendo en el municipio de Millstadt. La densidad de población era de 54,34 hab./km². De los 6718 habitantes, el municipio de Millstadt estaba compuesto por el 98.54% blancos, el 0.24% eran afroamericanos, el 0.1% eran amerindios, el 0.19% eran asiáticos, el 0.01% eran isleños del Pacífico, el 0.27% eran de otras razas y el 0.64% pertenecían a dos o más razas. Del total de la población el 1.01% eran hispanos o latinos de cualquier raza.